# Базалуццо
Базалуццо (італ. Basaluzzo, п'єм. Basaluss) — муніципалітет в Італії, у регіоні П'ємонт,  провінція Алессандрія.
Базалуццо розташоване на відстані близько 450 км на північний захід від Рима, 90 км на південний схід від Турина, 18 км на південний схід від Алессандрії.
Населення — 2118 осіб (2014).
Щорічний фестиваль відбувається 26 липня. Покровитель — San Gioacchino.

## Демографія
Населення за роками:

Станом на 1 січня 2023 року в муніципалітеті офіційно проживало 138 іноземців з 22 країн, серед них 62 громадяни країн Євросоюзу та 4 громадяни України.

## Сусідні муніципалітети
- Боско-Маренго
- Капріата-д'Орба
- Франкавілла-Бізіо
- Фрезонара
- Нові-Лігуре
- Пастурана
- Предоза